# 眼红

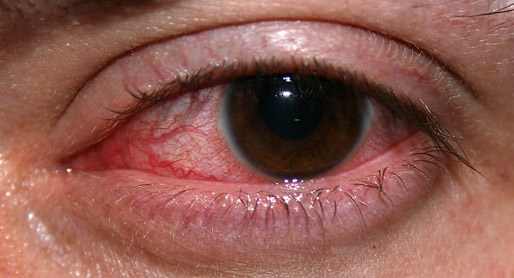
非溃疡性无菌性角膜炎引发的眼红

眼红又称红眼、眼睛发红（ocular redness），即球结膜充血（conjunctival hyperemia），中医称目赤，是以球结膜血管扩张、充血为主要体征的眼病，眼科门诊的常见病。临床常见的眼红状态包括：结膜充血、睫状充血和混合充血。红眼病则是特指感染性结膜炎。
眼红是眼科最常见的临床表现之一，是一种描述性定义。狭义的眼红多指以巩膜白色为背景的结膜血管扩张。在东欧和中东地区进行的一项调查显示，因眼红就诊的患者占眼科门诊15%，全科门诊的6%。门诊最常见的眼红过敏性结膜炎，干眼和细菌性结膜炎所致过敏性反应。
各种异物进入眼睛都有可能造成眼部的过敏。城市的粉尘、汽车的尾气、春季的花粉、宠物皮毛等等都是造成眼部过敏的常见原因。过敏性结膜炎主要表现为眼痒、眼红，严重的也可以有眼睑的红、肿、痒，此外常伴有鼻子痒、打喷嚏等过敏性鼻炎的表现。这个时候如果用抗生素眼药水治疗可能会造成过敏加重。如果每年固定季节眼痒，鼻子痒，打喷嚏，极有可能是花粉之类出现在特定时间的过敏原造成的过敏性结膜炎，可预防性的使用抗过敏的眼药水奥洛他定（帕坦洛）进行治疗。

## 流行病学
在东欧和中东地区进行的一项调查显示，因眼红就诊的患者占眼科门诊15%，全科门诊的6%。门诊最常见的眼红是过敏性结膜炎(眼部过敏)，干眼和细菌性结膜炎所致。
| 0-120    | 干眼 | 过敏性结膜炎 | 细菌性结膜炎 | 病毒性结膜炎 | 药物性结膜炎 | 其他 | 无记录 |
| -------- | ---- | ------------ | ------------ | ------------ | ------------ | ---- | ------ |
| 所有医师 | 25   | 35           | 22           | 7            | 1            | 9    | 0      |
| 眼科医师 | 28   | 30           | 22           | 9            | 1            | 10   | 1      |
| 全科医师 | 17   | 52           | 23           | 3            | 3            | 7    | 0      |

## 眼红原因
- 过敏性炎症：周围各种异物进入眼睛都有可能造成眼部过敏。城市的粉尘、汽车的尾气、春季的花粉等等都是造成过敏的常见原因。眼部过敏的炎症以眼痒为主，严重的也可以有眼睑的红、肿、痒，或伴随鼻子痒、打喷嚏等过敏性鼻炎的表现。眼部过敏如果用抗生素眼药水治疗可能会造成过敏加重。如果每年固定季节眼痒，鼻子痒，打喷嚏，极有可能是花粉之类出现在特定时间的过敏原造成的眼部过敏(过敏性结膜炎)，预防性的用抗过敏的眼药水奥洛他定（帕坦洛）治疗。
- 眼部感染：眼周的眼睑皮肤炎症，睑缘的炎症、麦粒肿等都可造成眼红，此类眼红相对容易识别，除眼球部分，眼睑也会有相应表现。结膜和角膜的感染性炎症也可造成眼红，常伴有眼部不适感，如眼部异物感、刺痛等，还伴有眼部的分泌物。
- 球结膜下出血（英语：Subconjunctival bleeding）：剧烈运动、搬运重物、用力排便、咳嗽呕吐等导致球结膜下毛细血管破裂，眼红迅速扩大，外观吓人，通常不痛不痒，不需要治疗即可自行恢复。
- 其他原因：翼状胬肉的进展期、结膜囊或角膜的异物、物理或化学性的灼伤、用眼过度、喝酒及情绪激动后都有可能出现眼红。[10]

## 眼红认识误区
- 眼红不一定是有炎症，眼红分为结膜的充血和出血，结膜的充血的类型提示不同眼病。结膜充血多因炎症造成，造成原因很多，需要详细分清原因来用药。结膜的出血不需要药物治疗。
- 眼睛红不一定是“红眼病”。虹膜睫状体炎、急性闭角型青光眼等，也有眼红症状。如自行点消炎眼药水，可能贻误治疗时机。
- 结膜炎和角膜炎分类复杂，有细菌感染、病毒感染、过敏和干眼等原因。药店提供的“消炎药”多是氯霉素之类的抗生素眼药，可治疗部分细菌感染，更多的需要是在抗病毒、抗过敏的消炎药以及人工泪液类的眼药，此类大部分为医院处方药。[11]

## 临床常见形态
- 睑结膜网状充血：眼结膜与睑板机密链接，不能推动，正常者薄而透明，表面光滑，可见垂直走行的小血管。而睑结膜网状充血可见个别扩张的血管纵横交叉成网状，结膜仍透明可见Meibomian腺，此为单纯充血，无组织变化，一般提示炎症较轻或病程较短。
- 睑结膜弥漫性充血：睑结膜均匀一致地发红，血管模糊不清，结膜增厚导致无法观察Meibomian腺。乳头肥大导致导致表面粗糙不平，而且暗淡无光显丝绒状。睑结膜弥漫性充血表示炎症较严重或持续时间持久；可能伴有组织的浸润、水肿、增殖或变性。
- 结膜充血：周围动脉弓发出下行及上行支供给睑结膜、穹窿结膜及距角膜缘4mm意外的球结膜，此动脉称芥末后动脉，此血管充血为结膜充血。
- 睫状充血：睫状前动脉在角膜缘出3-5mm处穿入巩膜，其末梢细小的巩膜上支不进入巩膜，继续前进组成角膜周围血管网，不可随结膜移动，此血管充血为睫状充血。[12]
- 混合充血：是结膜充血和睫状充血两者同时存在的表现，结膜充血发展到严重时可扩展至角膜缘而呈现轻度睫状充血。同样，虹膜睫状体炎或角膜基质炎，除有明显睫状充血外还有可能伴结膜充血。
- 结膜下出血： 结膜下充血为结膜下血管破裂或球旁、球后出血流入结膜囊所致，呈现片状均一红色，看不到血管纹路。

## 诊断流程
2006年中华医学会眼科学分会角膜病学组推荐《常见眼红的诊断流程》
| 常见眼红 | 外伤性急性红眼（有明确外伤史） |                |                  |                                            |                            |
| 常见眼红 | 非外伤性眼红                   | 有分泌物       | 水样或浆液分泌物 | 急性病程和/或淋巴结肿大                    | 考虑病毒性结膜炎           |
| 常见眼红 | 非外伤性眼红                   | 有分泌物       | 水样或浆液分泌物 | 慢性病程，结膜滤泡上方角膜缘血管或结膜癫痕 | 考虑沙眼                   |
| 常见眼红 | 非外伤性眼红                   | 有分泌物       | 粘性分泌物       | 是否睑缘或睑板腺异常                       | 考虑睑缘炎或睑板腺功能不良 |
| 常见眼红 | 非外伤性眼红                   | 有分泌物       | 粘性分泌物       | 是否有眼痒                                 | 考虑是过敏性结膜炎         |
| 常见眼红 | 非外伤性眼红                   | 有分泌物       | 粘液脓性分泌物   | 考虑细菌性结膜炎                           |                            |
| 常见眼红 | 非外伤性眼红                   | 无或少量分泌物 | 有干眼症         | 进行干眼相关检查                           | 干眼                       |
| 常见眼红 | 非外伤性眼红                   | 无或少量分泌物 | 有局部长期用药史 | 考虑药物性眼表疾病                         |                            |
| 常见眼红 | 非外伤性眼红                   | 无或少量分泌物 | 伴眼痛、视力下降 | 考虑前虹膜炎                               |                            |
| 常见眼红 | 非外伤性眼红                   | 无或少量分泌物 | 伴眼痛、视力下降 | 考虑角膜溃疡                               |                            |
| 常见眼红 | 非外伤性眼红                   | 无或少量分泌物 | 伴眼痛、视力下降 | 考虑青光眼                                 |                            |